# Hervormde Kerk (Krabbendijke)
De Hervormde kerk is de protestantse kerk (PKN) van Krabbendijke, gelegen aan Kerkpad 1.

## Geschiedenis
Aanvankelijk kerkten de Hervormden in Waarde, en vanaf 1650 in een noodkerk te Krabbendijke. De eerste Hervormde kerk werd gebouwd in 1662 en het betrof een eenvoudig gebouw onder zadeldak. De kerk werd uitgebreid in 1823 en 1902, en in 1913 werd ze gesloopt om plaats te maken voor een nieuw gebouw, dat in 1914 in gebruik werd genomen.
Tegenover de uitbreiding van de bevolking stond de opkomst van andere, meer orthodoxe, protestantse genootschappen, en ook in de Hervormde gemeente trad in 1992 een scheuring op.
De kerk raakte einde 1944 door oorlogsgeweld beschadigd en werd hersteld. In 2008 sloeg de bliksem in de toren, waarna ingrijpende restauratie van deze toren nodig bleek.

## Gebouw
Het betreft een T-vormige, bakstenen kerk. Deze heeft een bescheiden achtkant torentje.
De preekstoel, uit het midden van de 17e eeuw, is geklasseerd als rijksmonument.
Het orgel is van 1915 en werd vervaardigd door de firma P. van Dam